# 函館ユースゲストハウス
函館ユースゲストハウス（はこだてユースゲストハウス）は日本ユースホステル協会に加盟していた北海道函館市のユースホステル。
2011年6月30日付を以って閉館し、同年7月より「函館ゲストハウスHORAI」（はこだて - ほうらい）として再オープンしたが、程なくして撤退。2016年現在は「ビジネスホテル ぼくんち」となっている。

## 設備
- 個人や小グループに適している
- 部屋数：21室（シングル11、ツイン8、トリプル2）
- 駐車場あり（3台分）
- 洗濯機あり（コイン式）
- 乾燥機あり（コイン式）
- 荷物預かりあり
- クレジットカード不可
- 浴室あり

## アクセス
- 函館本線函館駅(市電2系統谷地頭行7分)宝来町下車(徒歩3分)